# イン・ザ・シティ
「イン・ザ・シティ」 (In the City) は、イギリスのロックバンド、ザ・ジャムのデビューシングルである。

## 概要
同名アルバム『イン・ザ・シティ』からのシングルカットとして、1977年4月29日にリリースされ、6月に全英シングルチャートの40位に到達した。この曲以降18曲連続でシングルトップ40に入った、始まりの曲である。
この小さなヒットでザ・ジャムは全英への顔見せを果たした。またこの曲はザ・ジャム初期曲の根幹をなすポール・ウェラーの若者賛歌 —イギリスの若者のモッズ祭り— である。
これらの曲はモッズリバイバルへの触媒となった。
音楽的には、この曲は初期ザ・フーの影響を受けたモッズ/パンク（エネルギーと姿勢はパンク世代にアップデートされているが）で、ファーストアルバムの脈となっている。「イン・ザ・シティ」はコード進行と詞の内容をザ・フーのあまり知られていない同名曲（1966年の「アイム・ア・ボーイ」のB面曲。その後CDで再発売された『ア・クイック・ワン』にもボーナストラックで収録）から借りている。この曲のイントロの駆け降りるベースラインは、数か月後にリリースされたセックス・ピストルズの「さらばベルリンの陽」(Holidays In The Sun) に似ている。
歌詞は、ウェラーが「ヤング・イデア」と呼んだ大都市の若者への称賛であり、これはウェラーのパンクムーブメントへの楽天主義を反映している。
また "police brutality" からの引用「街には多くの制服を来た男がいる／彼らに人を殺す権利を持たないことを望む」も含まれる。
このシングルは3度のトップ40を獲得した唯一のシングルである（僅かなところで4度にはならなかった）。

「ゴーイング・アンダーグラウンド」が1980年にバンドとして初めての1位となった後、ポリドールはそれまでの9枚のシングルをすべて再発売した。これらは再発売としては上々の売り上げとなったが、「イン・ザ・シティ」だけは2度目の40位に達した。
バンド解散後の1982年末、ポリドールは再度それまでの全シングルを再発売。4タイトルが40位に入ったが、「イン・ザ・シティ」は40位に僅かに届かない47位までであった。
2002年、ポリドールレコードはザ・ジャム結成25周年記念としてデビューシングルを、当時のままの7インチシングル盤、75ペンスで再発売。この限定版はあっと言う間に売りきれ、再びトップ40に返り咲いた。最高位は36位までつけ、これはオリジナル盤および以前の2度の再発売盤を上回る。
北海道テレビ『鈴井の巣』のオープニング曲に使用された。